# Castanopsis pseudohystrix
Castanopsis pseudohystrix är en bokväxtart som beskrevs av Phengklai. Castanopsis pseudohystrix ingår i släktet Castanopsis och familjen bokväxter.
Artens utbredningsområde är Thailand. Inga underarter finns listade.